# Сахалинская ГРЭС-2
Сахалинская ГРЭС-2 — тепловая электростанция мощностью 120 МВт, расположенная на острове Сахалин вблизи с. Ильинское Томаринского района.
Построена с целью замещения выбывающих мощностей изношенной Сахалинской ГРЭС и увеличения общей мощности энергосистемы острова с учетом обеспечения потребностей перспективного развития экономики. Эксплуатируется ПАО «Сахалинэнерго» (входит в группу РусГидро). Одна из самых молодых электростанций России — введена в эксплуатацию в ноябре 2019 года.

## Конструкция станции
Сахалинская ГРЭС-2 представляет собой блочную конденсационную паротурбинную электростанцию. Установленная мощность электростанции — 120 МВт. В качестве топлива используется каменный и бурый уголь сахалинских месторождений (Углегорского и Горнозаводского). Основное оборудование станции включает в себя два энергоблока мощностью по 60 МВт, каждый из которых состоит из турбины К-60-12,8, генератора ТФ-63-2У3 и котлоагрегата Е-230-13,8-560 КБТ. Производитель турбин — Уральский турбинный завод, генераторов — новосибирское предприятие «ЭЛСИБ», котлов — ОАО «Красный котельщик». Дымовые газы очищаются с помощью современных электрофильтров и отводятся в дымовую трубу высотой 150 м. Система технического водоснабжения оборотная, с использованием «сухой» вентиляторной градирни высотой 65 м. Выдача электроэнергии и мощности станции в энергосистему производится через комплектное распределительное устройство (КРУЭ) напряжением 220 кВ по следующим линиям электропередачи:
- ВЛ 35 кВ Сахалинская ГРЭС-2 — ПС «Ильинская», 2 цепи (ВЛ 35кВ Т232 и Т233);
- ВЛ 220 кВ Сахалинская ГРЭС-2 — ПС «Углезаводская» (ВЛ 220кВ Д5);
- ВЛ 220кВ Сахалинская ГРЭС-2 — ПС «Макаровская» (ВЛ 220кВ Д3);
- ВЛ 220кВ Сахалинская ГРЭС-2 — ПС «Томаринская» (ВЛ 220кВ Д8);
- ВЛ 220кВ Сахалинская ГРЭС-2 — ПС «Красногорская» (ВЛ 220кВ Д6).

## История строительства
Первое официальное упоминание Сахалинской ГРЭС-2 — в программе 2008 года «Экономическое и социальное развитие Дальнего Востока и Забайкалья на период до 2013 года». Однако решение о строительстве станции было принято только в декабре 2011 года, когда по решению Правительства РФ "О передаче в управление ПАО «РусГидро» Государственного пакета акций ПАО «РАО Энергетические системы Востока» строительство ГРЭС-2 перешло в компетенцию ПАО «РусГидро». По новой программе строительства четырех тепловых станций на Дальнем Востоке РусГидро было докапитализировано на 50 миллиардов рублей.
Площадка строительства новой станции была выбрана в 6 км на север от села Ильинское Томаринского района Сахалинской области, на западном побережье острова. Электростанция возводится на новой площадке (в условиях green field). Выбор места под строительство станции в том числе обусловлен соседством с узловой подстанцией «Ильинская», авто- и железной дорогой, а также положением между существующими Сахалинской ГРЭС и Южно-Сахалинской ТЭЦ-1
Проектирование Сахалинской ГРЭС-2 начато в 2012 году. Генеральным проектировщиком выступил проектный институт АО «Институт Теплоэлектропроект». В 2013 году ПАО «РусГидро» учредило АО «Сахалинская ГРЭС-2». В 2014 году были проведены процедуры по выбору генподрядчика, в январе 2015 года заключен договор генерального подряда с АО «ТЭК Мосэнерго». Строительство станции начато в апреле 2015 года. 11 июля 2016 года завершено возведение дымовой трубы. Осенью 2016 года на стройплощадке работали 1300 человек и 44 единицы техники. 25 ноября 2019 года Сахалинская ГРЭС-2 была введена в эксплуатацию. В перспективе, при необходимости, мощность станции может быть увеличена до 360 МВт.
30 апреля 2022 года на ГРЭС, вследствие отключения турбогенератора 2-го энергоблока турбинного отделения, возник пожар с загоранием также кровли здания.